# Стефан Павлік

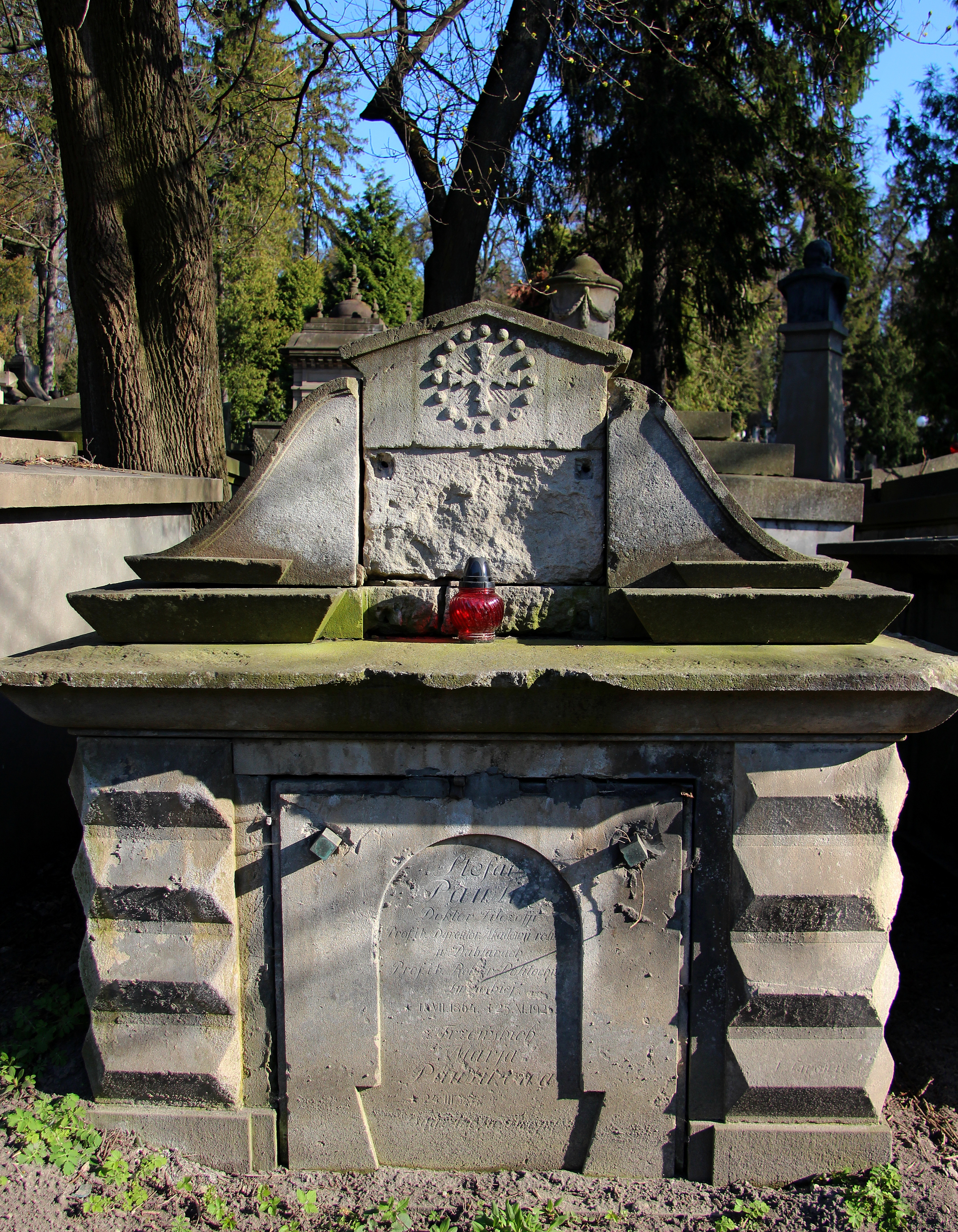

Стефан Павлік (пол. Stefan Pawlik; 11 липня 1864, Мисленіце — 22 листопада 1926, Львів) — польський економіст у царині рільництва, у 1920—1921 роках — ректор Львівської політехніки.

## Життєпис
Народився 11 липня 1864 році у Мисленіце, Польща. Закінчив реальну школу в Кракові, у 1885—1888 роках вивчав рільництво у Відні, спеціалізувався в галузі економіки та адміністрації рільництва у Відні та Берліні. 1891 року, захистивши дисертацію з філософії на тему «Техніка і молочарська кооперація в Німеччині», став доктором у Ліпську, з 1911 — у Львівській політехніці.
Протягом 1891—1919 років — професор Рільничої академії в Дублянах, у 1909—1919 роках — доцент відділу рільничої адміністрації в Львівській політехніці. У 1918—1919 роках директор Рільничої академії у Дублянах. У 1919—20 навчальному році — перший декан Рільничо-лісового відділу Львівської Політехніки. В наступному 1920—1921 навчальному році — ректор Політехніки.
У науковому доробку понад 200 праць із економіки рільництва та історії сільського господарства. Був членом правління Галицького господарського товариства, радником Міністерства рільництва у Варшаві, членом багатьох товариств.
Помер 22 листопада 1926 року у Львові. Похований на полі № 1 Личаківського цвинтаря.
У 1936 році посмертно нагороджений Командорським хрестом ордена Відродження Польщі.

## Наукові праці
- «Die Molkerei Genossenschaften im Deutschen Reiche» (Краків, 1891)
- «Gospodarstwo ekstensywne i intensywne» (Львів, 1893)
- «Rzut oka na gospodarstwa wiejskie w Galicji» (Львів, 1993)
- «Ekonomiczne nawozenie roli» (Львів, 1894)
- «Przyczynek do rozwoju kolonizacyi niemieckiej w Wielkopolsce» (Краків, 1896)
- «Okresy robocze w gospodarce ziem Polskich» (Варшава, 1907)
- «Polskie instruktarze ekonomiczne» (Краків, 1914).